# Hondadelphys
Hondadelphys es un género extinto de carnívoro esparasodonte, un grupo de mamíferos metaterios relacionados con los marsupiales. Hondadelphys vivió en la actual Colombia en el departamento de Tolima, siendo descubiertos sus fósiles - restos de dientes y de mandíbulas - en la formación Villavieja que data de mediados del Mioceno y forma parte del yacimiento fósil de La Venta. El nombre del género hace referencia a la ciudad de Honda cerca de la cual fue descubierto añadido al término griego delphys "zarigüeya". La especie tipo, H. fieldsi, fue descrita en 1976 por Larry Marshall junto al marsupial Marmosa laventica (ahora Micoureus laventicus) como nuevos miembros de la familia Didelphidae del Mioceno, y estaría especialmente relacionado al taxón argentino Thyloporops chapalmalensis del Plioceno, al que se parecía en sus adaptaciones dentales para desgarrar y triturar.
Exámenes posteriores realizados por Crohet el al. (1987) y por Goin (1997) de los restos de sus dientes de mandíbula y dientes, que incluían características como la reducción de incisivos, su centrocrista recta y la falta de indicios del mastoide en la superficie del alisfenoide timpánico indican que era realmente un miembro primitivo de Sparassodonta, más que una zarigüeya especializada, y que podría incluso estar emparentado con los tilacosmílidos, esparasodontes con "dientes de sable" como Thylacosmilus. Hondadelphys probablemente era un animal similar en talla y forma a Cladosictis y Sipalocyon.